# Teucholabis nepenthe
Teucholabis nepenthe là một loài ruồi trong họ Limoniidae. Chúng phân bố ở vùng Tân nhiệt đới.